# Badische Maschinenfabrik Durlach

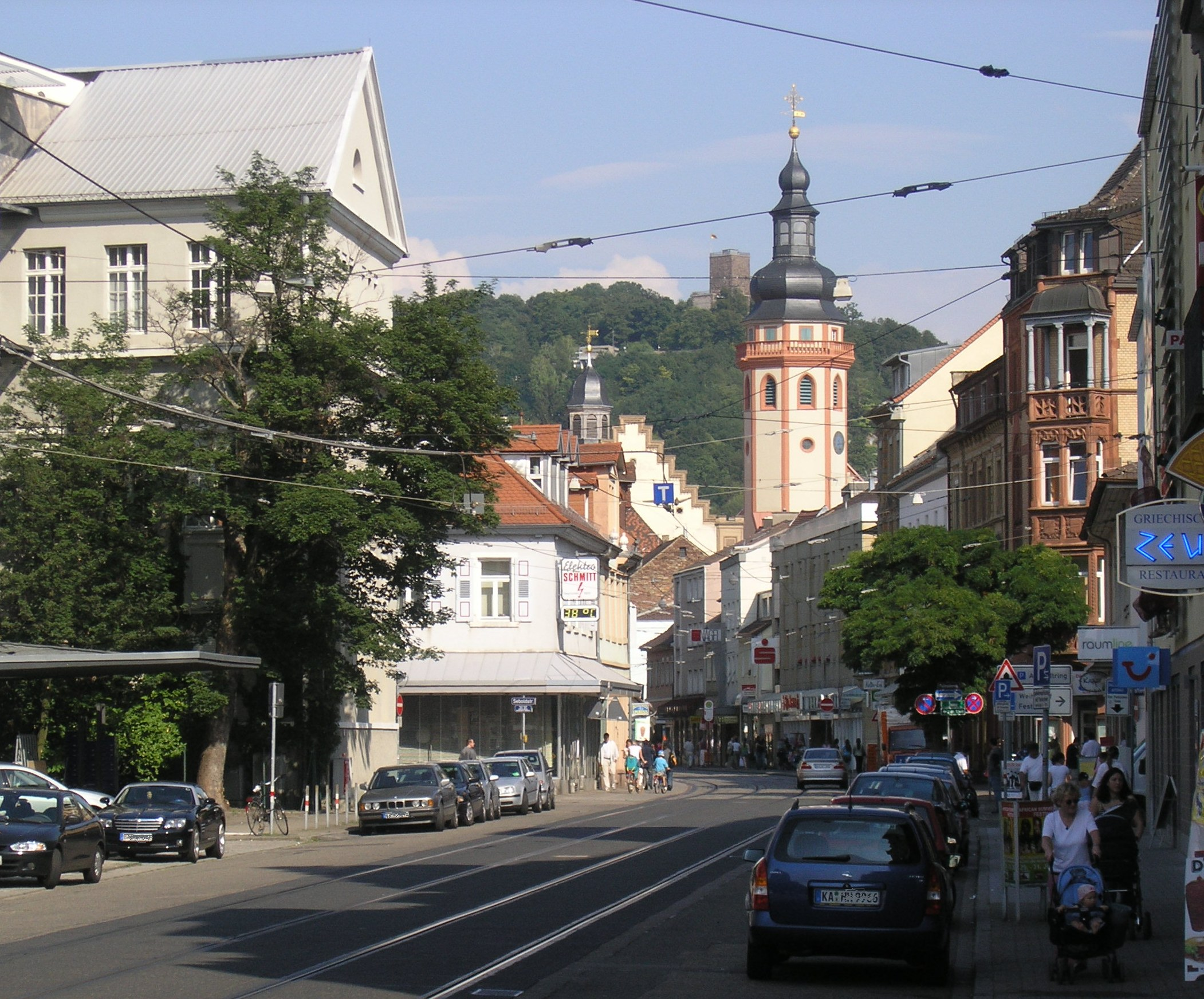
Links vorn das Gebäude der ehemaligen Badischen Maschinenfabrik Durlach

Die Badische Maschinenfabrik Durlach war ein Maschinenbauunternehmen in Durlach. Die Firma besaß ein Patent einer Maschine zur Herstellung von Zündhölzern.

## Geschichte
Johann Georg Sebold, ausgebildeter Schreiner, beantragte im Jahr 1855 eine Konzession zum Betrieb einer mechanischen Werkstätte (Maschinenfabrik Sebold) in Durlach. Hierfür musste er die badische Staatsbürgerschaft annehmen, ehe ihm das „Großherzoglich Badische Oberamt Durlach“ diese 1857 erteilte. Er übernahm zunächst eine Werkstatt, in der er seine Zündholzmaschine sowie Pumpen, Dampf- und Werkzeugmaschinen zu bauen begann. Damit war der Grundstein für die spätere Badische Maschinenfabrik gelegt. Der Betrieb hatte eine für die damalige Zeit moderne Betriebsordnung, die die Arbeitszeit auf 72 Stunden pro Woche festschrieb. Im Jahr 1866 erwarb er ein Grundstück von dem Werkmeister Christian Hengst und 1875 zusätzlich noch das angrenzende Gelände, auf dem sich ein Wohnhaus und eine parkähnliche Gartenanlage befanden. Er ließ ein Kutscherhaus und Stallungen errichten und erwarb nach und nach weitere Nachbargrundstücke, was dem späteren Ausbau der Fabrikationsanlagen dienlich war. Sein Schwiegersohn Friedrich Neff trat 1872 als Teilhaber (Sebold & Neff) in sein Unternehmen ein und wurde zum Leiter der neu errichteten Gießerei, um den Eigenbedarf an Gussteilen für die Nähmaschinenindustrie sicherzustellen.

### 1880 bis 1980

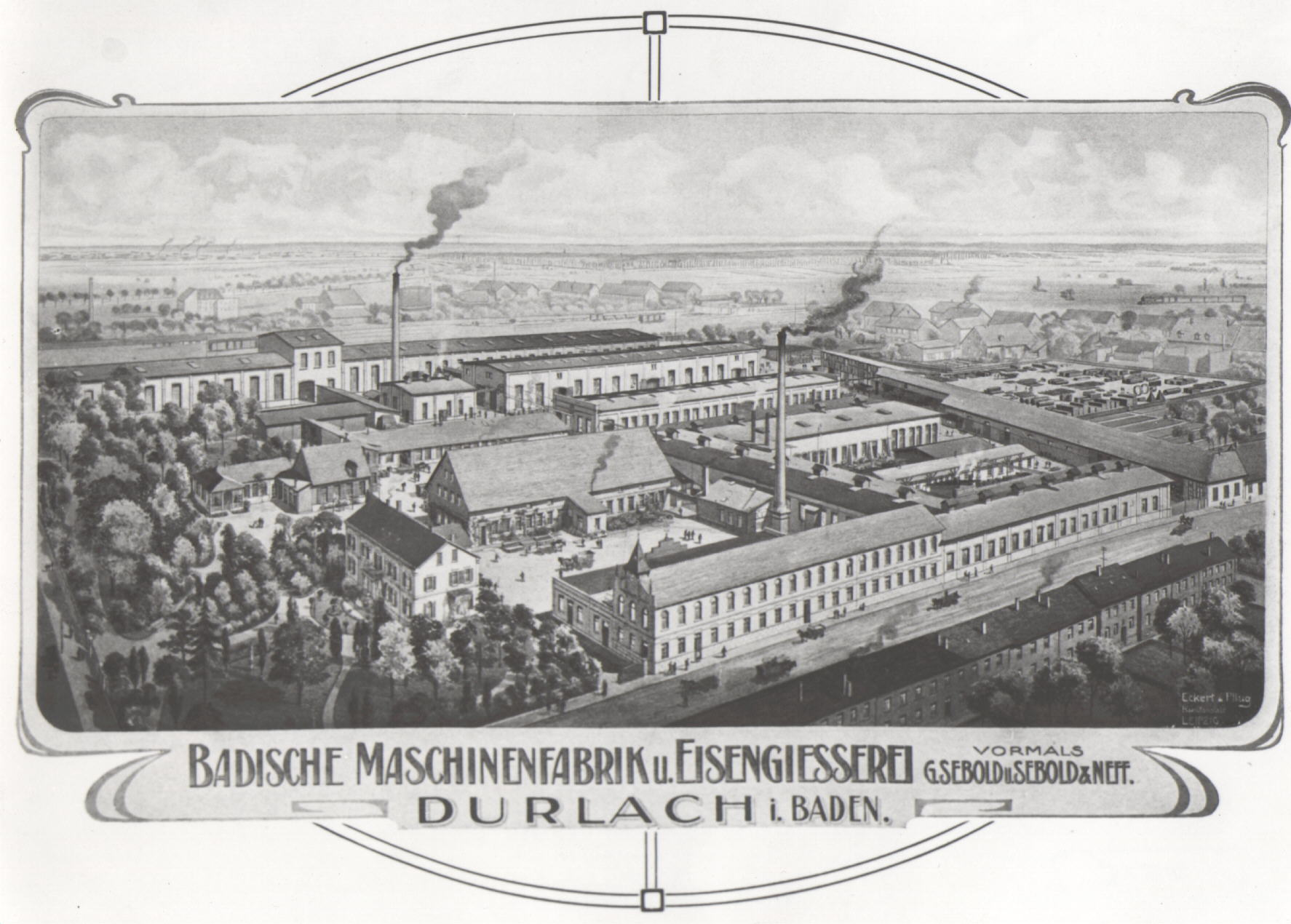
Badische Maschinenfabrik und Eisengießerei

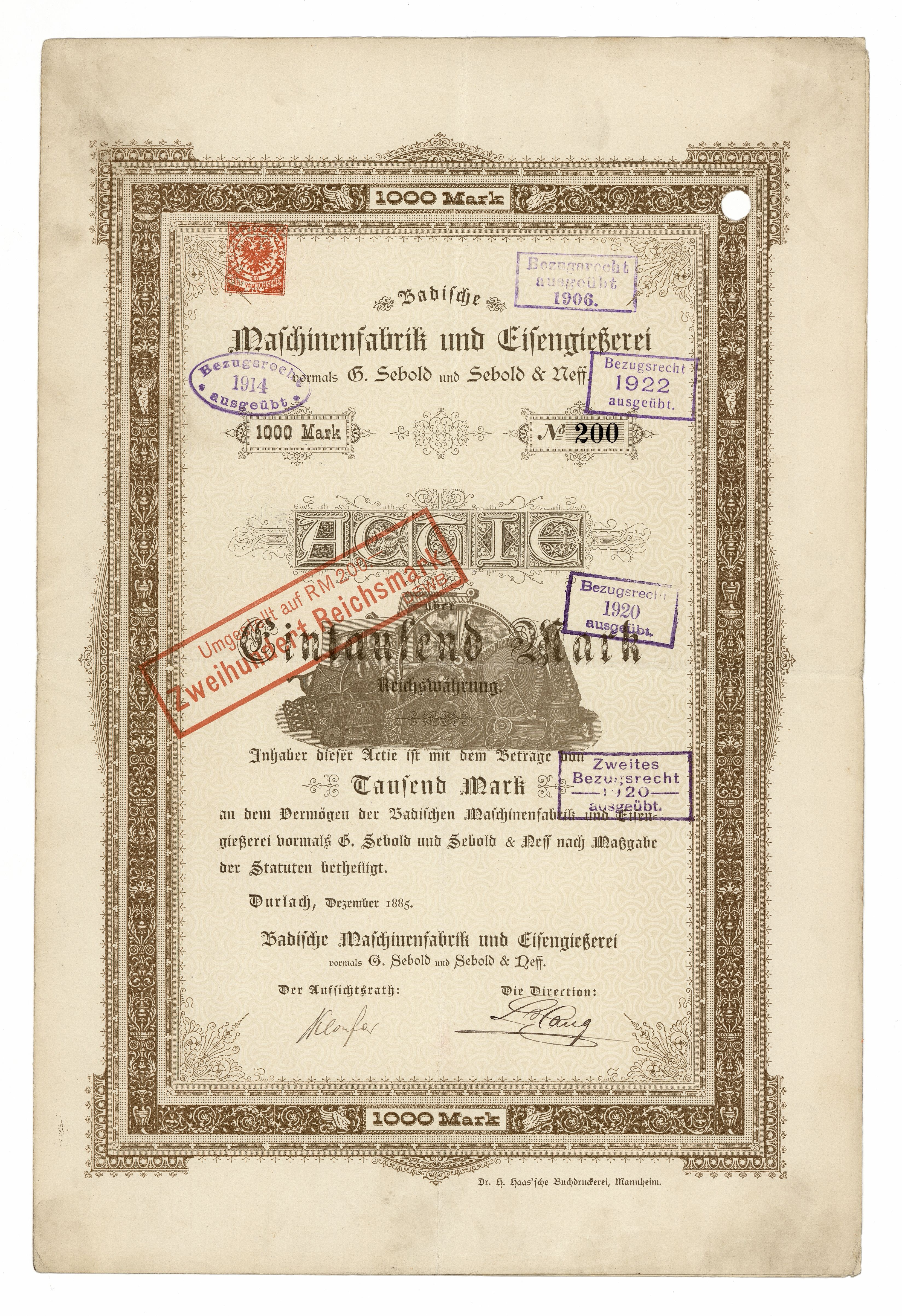
Gründeraktie über 1000 Mark der Badischen Maschinenfabrik und Eisengießerei vorm. G. Sebold und Sebold & Neff vom Dezember 1885

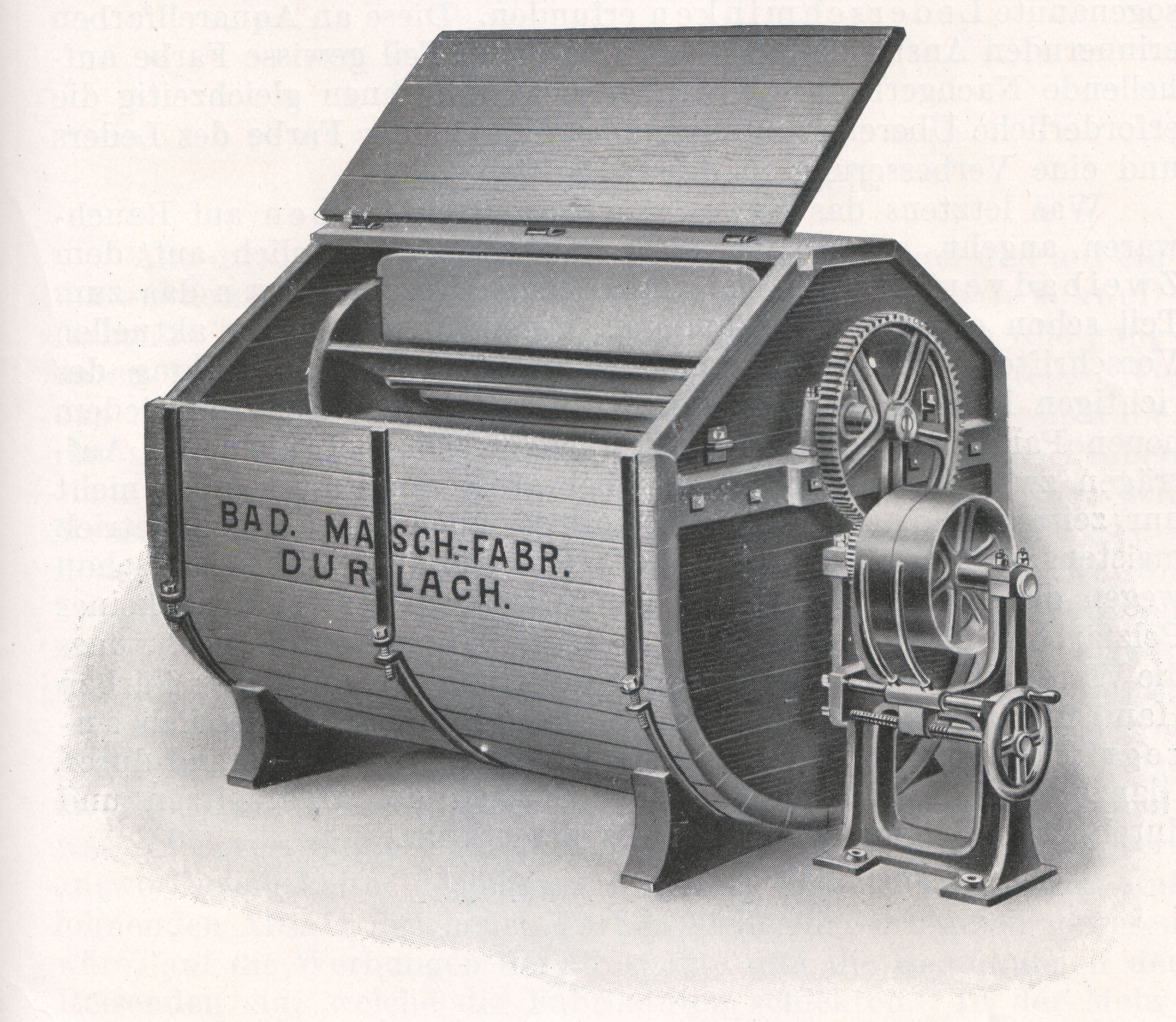
Treibhaspel als Pelzfärbereimaschine (1914)

Im Jahr 1880 verkauften die Firmeninhaber das Unternehmen, das zu dieser Zeit rund 180 Beschäftigte zählte, an Emil Gerber, der es im Jahr 1885 an eine Aktiengesellschaft verkaufte, die von da an die Bezeichnung „Badische Maschinenfabrik und Eisengießerei vorm. G. Sebold und Sebold & Neff“ führte. Die Produktpalette hatte sich inzwischen auf die Produktion von Maschinen für Ziegeleien, Stahlwerke und Gerbereien ausgedehnt und im Jahr 1921 lag die Zahl der Beschäftigten bei rund 1000 Mitarbeitern. Zu den Produkten gehörten Maschinen zur Holz- und Metallbearbeitung, Dampfmaschinen und Zündholzmaschinen. Im Jahr 1929 ging das Unternehmen an die schwedische Svenska Tändsticks Aktiebolaget. 1978 wurde die Gießerei aufgrund der schlechteren Wirtschaftslage geschlossen.

### Entwicklung seit 1981
Im Jahr 1981 erhielt das Unternehmen abermals einen neuen Besitzer, als es an die Passavant-Werke verkauft wurde und nur zwei Jahre später an die Riepl Baugruppe überging. Diese gab das Unternehmen im Jahr 1986 an die dänische „A. P. Möller Group“ weiter, die sie in die „DISA A/S“ eingliederte. Das Unternehmen zog im Jahr 2002 nach Karlsruhe um, verkaufte 2007 den Bereich Formtechnik und Formsandaufbereitungstechnik an die Somako (Sondermaschinen und Konstruktion GmbH) und wurde als Somako-BMD weitergeführt. Seit 2013 wird die Firma wieder als eigenständige GmbH mit dem Namen „BMD Foundry Technology“ geführt. 2016 wurde der Firmensitz von Kürnbach nach Sternenfels verlegt.
Das ehemalige Wohnhaus des Direktors der Badischen Maschinenfabrik aus dem Jahr 1928 ist als Kulturdenkmal der Stadt Karlsruhe eingestuft worden.